# The King: Eternal Monarch
The King: Eternal Monarch este un serial de televiziune sud-coreean din anul 2020 produs de postul SBS TV.

## Distribuție
- Lee Min-ho - Lee Gon
- Kim Go-eun - Jung Tae-eul / Luna
- Woo Do-hwan - Jo Eun-seob / Jo-yeong
- Kim Kyung-nam - Kang Shin-jae
- Jung Eun-chae - Goo Seo-ryung / Goo Eun-a
- Lee Jung-jin - Lee Lim